# Егнаций Лолиан
Вижте пояснителната страница за други личности с името Егнаций Лолиан.
Квинт Флавий Мезий Егнаций Лолиан Маворций (на латински: Quintus Flavius Maesius Egnatius Lollianus, signo Mavortius) е политик на Римската империя през 4 век.

## Биография
Произлиза от фамилията Егнации, клон Мезий, който дава държавни служители. Син е на Егнаций Лолиан и Флавия. Брат е на Егнация Лолиана, омъжена за Руфий Цецина Постумиан.
Лолиан е езичник, управител на Кампания от 328 до 335 г., comes Orientis от 330 до 336 г., проконсул на Африка от 334 до 337 г., praefectus urbi на Рим през 342 г. През 355 г. е консул заедно с Арбицион. Между 355 и 356 г. той е преториански префект на Италия за Констанций II.
Женен е за Корнелия Севера и е баща на Квинт Флавий Егнаций Плацид Север (vicarius urbi 365 г.).
Сенаторът Юлий Фирмик Матерн пише на Сицилия през 335 – 337 г. произведение в осем книги (Matheseos libri octo) за основата на древната астрология, посветено на Лолиан, управителя на Кампания.
През 18 век е намерена статуя на Маворций в Puteoli, днес Поцуоли (близо до Неапол, Италия); след реставрацията народът я нарича „Св. Мамоцио“ („Saint Mamozio“).